# Stanislao Caraciotti
 (Roma, 11 dicembre 1897 – al largo dell'Asinara, 9 settembre 1943) è stato un ammiraglio italiano commendatore dell'Ordine della Corona d'Italia, caduto nell'affondamento della corazzata Roma.

## Biografia
Di famiglia aristocratica, originaria di Terni, nacque a Roma l’11 dicembre 1897. Entrò nel 1911 nella Regia Accademia Navale di Livorno, da cui uscì nel 1915 con la nomina a guardiamarina, partecipando alla prima guerra mondiale, dapprima a bordo di grandi unità, e una volta promosso al grado di tenente di vascello, a partire dal 1916 ebbe il comando di diverse torpediniere. Promosso capitano di corvetta, fu addetto alla persona di S.A.R. Eugenio di Savoia duca di Ancona nonché ufficiale d’ordinanza onorario di S.A.R. Tommaso di Savoia duca di Genova. Promosso capitano di fregata nel 1932, tra il 1935 e il 1936 fu comandante in successione dei cacciatorpediniere Antonio Da Noli e Libeccio. All’entrata in guerra del Regno d'Italia, avvenuta il 10 giugno 1940, con il grado di capitano di vascello era al comando dell’incrociatore leggero Giuseppe Garibaldi, con cui prese parte alla battaglia di Punta Stilo del 9 luglio 1940. In seguito compì missioni d’intercettazione di forze navali nemiche, di protezione del traffico e di azioni di fuoco contro le coste greche. Assunto il comando della X squadriglia cacciatorpediniere,  alzò la sua insegna sul Maestrale, ed eseguì  missioni di scorta al traffico per l'Africa settentrionale italiana, meritandosi una Medaglia d’argento, due di bronzo e una Croce di guerra al valor militare.

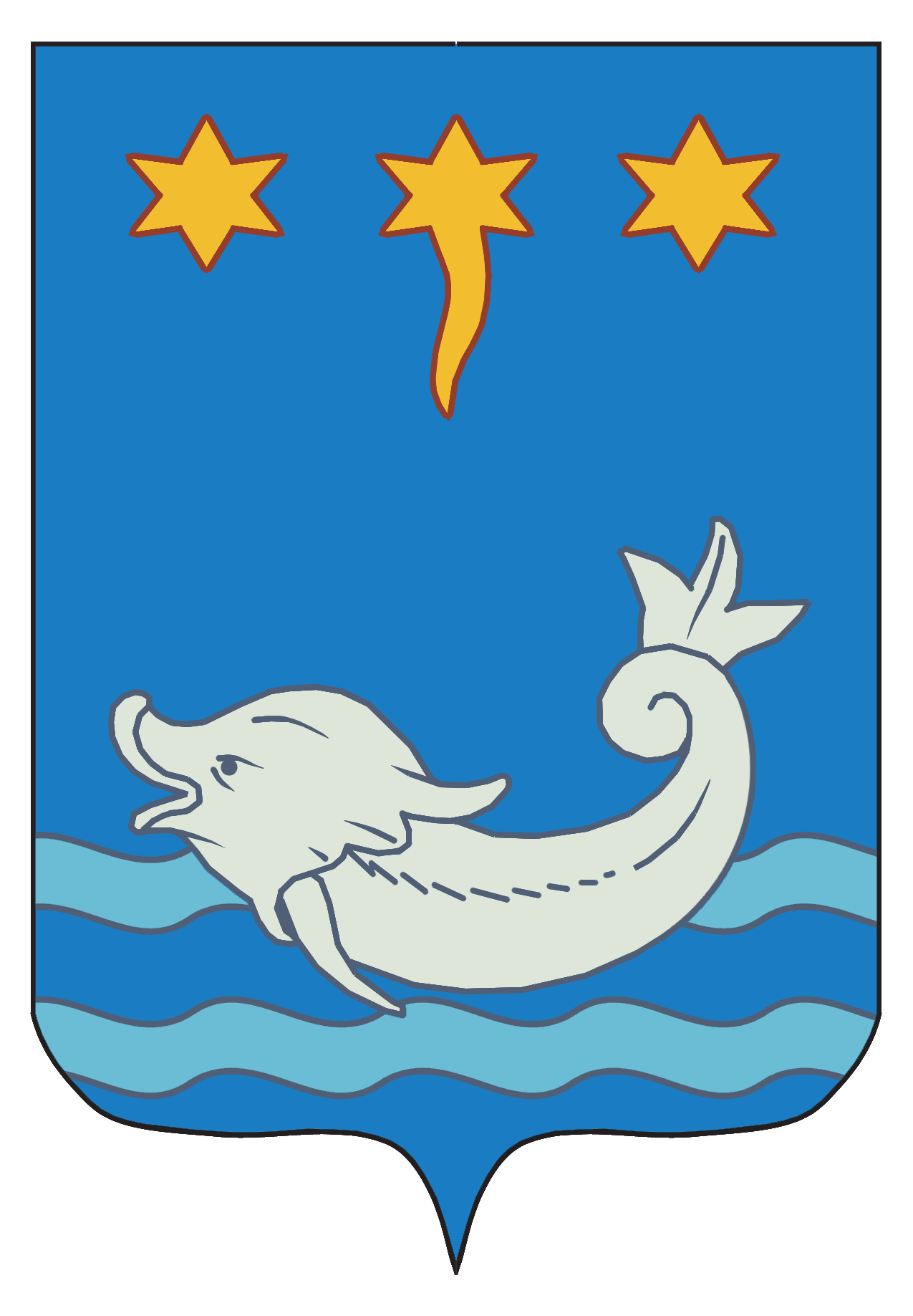
Antico stemma della famiglia Caraciotti di Terni

Nel dicembre del 1941 fu destinato a Roma,  presso la Direzione generale del personale, incarico che mantenne anche dopo la promozione a contrammiraglio avvenuta nel luglio 1942,  sino all’aprile del 1943, quando venne designato a prestare servizio sulla nave da battaglia Roma come Capo di stato maggiore delle Forze navali da battaglia al comando dell’ammiraglio di squadra Carlo Bergamini.  A seguito degli ordini conseguenti l'armistizio dell’8 settembre 1943, la nave da battaglia Roma  lasciata La Spezia per ottemperare alle clausole armistiziali venne affondata il giorno successivo nelle acque dell'Asinara da un attacco di bombardieri germanici Dornier Do 217K .  Nell'affondamento morirono l'ammiraglio Bergamini, la quasi totalità del suo stato maggiore, il comandante della nave Adone Del Cima e buona parte dell'equipaggio, morti pressoché all'istante.
Per la sua attività nell’incarico di capo di stato maggiore delle Forze navali da battaglia Caraciotti decorato della seconda medaglia d'argento al valor militare.
A Terni, è intitolato un ponte alla sua memoria.